# Johanna Greber
Johanna Greber (5 aprile 1999) è un'ex sciatrice alpina austriaca.

## Biografia
Originaria di Schwarzenberg e attiva in gare FIS dal novembre del 2015, in Coppa Europa la Greber ha esordito l'11 gennaio 2018 a Innerkrems in slalom gigante (61ª), ha colto l'unico podio il 19 dicembre dello stesso anno ad Altenmarkt-Zauchensee in discesa libera (3ª) e ha preso per l'ultima volta il via il 29 gennaio 2019 a Les Diablerets in combinata, senza completare la prova. Si è ritirata al termine di quella stessa stagione 2018-2019 e la sua ultima gara è stata la discesa libera dei Mondiali juniores di Val di Fassa 2019, disputata il 27 febbraio e non completata dalla Greber; non ha debuttato in Coppa del Mondo né preso parte a rassegne olimpiche o iridate.

## Palmarès

### Coppa Europa
- Miglior piazzamento in classifica generale: 62ª nel 2019
- 1 podio:
  - 1 terzo posto